# フォッケウルフ
フォッケウルフ航空機製造株式会社（Focke-Wulf-Flugzeugbau AG）は、ドイツのブレーメンの航空機製造会社。日本では記事名のように英語発音によるカナ表記でよく知られている。ドイツ語の原音に近いFocke-Wulfのカナ表記はフォッケ=ヴルフである。以下、英語読みによる表記を使用する。  
代表的な機種は第二次世界大戦時にドイツ軍が使用した戦闘機Fw 190のシリーズである。

## 概要
1923年 10月23日、ハインリッヒ・フォッケ（製造担当）、ゲオルク・ヴルフ（テストパイロット）、ウェルナー・ノイマンによって、ブレーメンに 「ブレーメン航空機製造株式会社（Bremer Flugzeugbau AG）」として設立され、翌年1月にハインリッヒ・フォッケの姓とゲオルク・ヴルフの姓を合わせてフォッケ＝ウルフ航空機製造株式会社（Focke-Wulf-Flugzeugbau AG）に改名された。高翼配置の薄翼をもつ民間用航空機などを製造したが、商業的成功には恵まれなかった。1927年 9月29日、ゲオルク・ヴルフはこれらのうち1機のテスト飛行中に死亡した。
政府からの圧力の下、フォッケウルフはベルリンのアルバトロス社と1931年に合併し、アルバトロス社の有能な技術者でかつテストパイロットのクルト・タンクを技術部門の長にした。タンクは1934年に飛行したFw 44を開発し、これが最初の商業的な成功作となった。
最初の実用的なヘリコプターであるFw 61のデモンストレーション飛行が1936年に女性パイロットハンナ・ライチュの操縦でベルリンのドイチュラント・ハレ（室内体育館）で行われ、人々を驚かせた。1937年に株主から社を追われたハインリッヒ・フォッケは、ゲルト・アハゲリスとともにヘリコプター製造に特化したフォッケ・アハゲリス社を設立した。その間にもタンクは、大西洋を無着陸で飛行可能な旅客機、Fw 200 コンドルを設計・製作した。
1938年から設計され、1941年から1945年まで量産されたFw 190（愛称：Würger、モズの意）は第二次世界大戦後半のドイツ空軍の主力になったレシプロ単座戦闘機である。Fw 190から発展したモデルは、タンクの名前からTa 152の制式名になった。
ブレーメンにあったフォッケウルフ社は、当然のように1940年から英軍の爆撃目標となった。この予測された事態に対して建物は爆撃に備えて強化されていた。生産拠点はドイツ東部とポーランドの工場に移され、製造には多くの外国人強制労働者、1944年からは戦争捕虜が使われた。

### 第二次世界大戦後
戦後数年の間、軍需産業組織の一部としてフォッケウルフ社は航空機の製造を禁止された。多くのドイツ人技術者と同様に、クルト・タンクは専門家としての活躍の場をラテンアメリカに求めた。アルゼンチン政府から提供された仕事を請けた彼は、1947年に同僚らとともにコルドバの航空技術研究所（Instituto Aerotécnico）に移った。航空技術研究所は後に軍用機製造工廠（the Fábrica Militar de Aviones）となり、フアン・ペロン大統領がクーデターで追放される1955年までフォッケウルフ出身者を雇用した。その後、離散した彼らの多くはアメリカ合衆国に移り、クルト・タンクはインドで超音速機開発に従事した。
1951年ドイツで限定的な航空機の製造が許可された後、フォッケウルフはグライダーの製造をはじめた。1955年から動力機の製造を再開し、練習機を製造した。
1963年にヴェーザー航空機製造有限会社（Weser Flugzeugbau GmbH）と合併、合同航空技術工場（Vereinigte Flugtechnische Werke）と改名、旅客機製造に転じた。
1965年にハインケルを吸収。
1980年、VFWは、メッサーシュミットとブローム・ウント・フォス航空機部門の後身であるメッサーシュミット・ベルコウ・ブローム（Messerschmitt-Bölkow-Blohm）に吸収された。

## フォッケウルフの航空機
- フォッケウルフ F19 エンテ
- Fw 44
- Fw 56
- Fw 58
- Fw 61
- Fw 159
- Fw 200
- Fw 187
- Fw 189
- Fw 190
- Ta 152
- Ta 154
- Ta 183
- トリープフリューゲル